# Chrysopa grandis
Chrysopa grandis är en insektsart som först beskrevs av Luisa Eugenia Navas 1933.  Chrysopa grandis ingår i släktet Chrysopa och familjen guldögonsländor. Inga underarter finns listade i Catalogue of Life.